# Orygocera amphitricha
Orygocera amphitricha is een vlinder uit de familie van de Depressariidae. Deze soort is voor het eerst wetenschappelijk beschreven als Epiphractis amphitricha door Edward Meyrick in een publicatie uit 1910.
De soort komt voor in Réunion en Mauritius.